# Никольское (Кувандыкский район)
Никольское — село в Кувандыкском городском округе Оренбургской области.

## География
Находится на правом берегу Урала на расстоянии примерно 19 километров по прямой на юго-запад от окружного центра города Кувандык.

## Климат
Климат умеренно континентальный. Времена года выражены чётко. Среднегодовая температура по району изменяется от +4,0 °C до +4,8 °C. Самый холодный месяц года — январь, среднемесячная температура около −20,5…−35 °C. Атмосферных осадков за год выпадает от 300 до 450—550 мм, причём большая часть приходится на весенне-летний период (около 70 %). Снежный покров довольно устойчив, продолжительность его, в среднем, 150 дней.

## История
Никольский редут появился здесь в XVIII веке как одно из укреплений Оренбургской пограничной линии. В 1769 году оно уже существовало. По легендам, в 1801 году сюда было переселено 105 семей из села Татарская Каргала. В 1871 году упоминается как Никольский казачий отряд. До 2016 года входило в Краснознаменский сельсовет Кувандыкского района, после реорганизации этих муниципальных образований в составе Кувандыкского городского округа.

## Население
Постоянное население составляло 587 человек в 2002 году (татары 94 %), 490 в 2010 году.